# Monika Fagerholm
Monika Kristina Fagerholm (Helsinki, 26 febbraio 1961) è una scrittrice finlandese di lingua svedese, vincitrice dell'Augustpriset nel 2005 e dello Svenska Akademiens nordiska pris nel 2016. Ha raggiunto la notorietà grazie ad uno stile colloquiale e manierista al tempo stesso, all'attenzione alla musica e al folklore, ai protagonisti adolescenti dei suoi romanzi.
Nel 2010 le è stato conferito l'Ordine del Leone di Finlandia.

## Biografia
Nasce ad Helsinki dal professore Nils-Erik Fagerholm e dall'assistente-bibliotecaria Kristina Herrgård. Studia Psicologia e Letteratura presso l'Università di Helsinki e nel 1987 consegue il bachelor's degree in Scienze sociali. Nello stesso anno debutta come scrittrice grazie alla raccolta di racconti Sham. Tre anni dopo (1990), pubblica una seconda raccolta, Patricia.
Con il romanzo Underbara kvinnor vid vatten (edito dalla prestigiosa casa editrice svedese Albert Bonniers förlag, in attività dal 1837, ed esportato in nove lingue in undici Paesi), nel 1994 raggiunge notabilità letteraria (anche internazionale): le vale infatti
- la candidatura al Finlandia-palkinto, il più prestigioso premio letterario finlandese;
- la vittoria del Tack för boken-medaljen ("Premio Grazie per il libro", esistente dal 1966);
- la vittoria del Runebergspriset (esistente dal 1987);
- infine, l'anno dopo, è candidata allo svedese Augustpriset;
- nel 1996 al Premio Aristeion (quell'anno assegnato a Copenaghen, Capitale europea della cultura);
- e nel 1998 è selezionata per il prestigioso International IMPAC Dublin Literary Award (premio irlandese dall'ampio respiro internazionale).

Dal romanzo è stato tratto un film, diretto da Claes Olsson e uscito nelle sale cinematografiche nel 1998.
Nel 2005 pubblica Den amerikanska flickan, grazie al quale vince l'Augustpriset, l'Aniarapriset (esistente dal 1974), il Göteborgs-Postens litteraturpris (dal 1987) ed è di nuovo selezionata per il Runebergspriset; inoltre, le vale la selezione al prestigioso Nordisk råds litteraturpris, che premia le eccellenze letterarie scandinave. Nel 2007, sempre per Den amerikanska flickan, la Svenska Förläggareföreningen le conferisce l'oro al Pocketpriset.
Nel 2016, grazie al sostegno degli accademici Klas Östergren e Kristina Lugn, le è conferito il prestigioso Svenska Akademiens nordiska pris.

## Opere
- 1987 – Sham
- 1990 – Patricia
- 1994 – Underbara kvinnor vid vatten
- 1998 – Diva
- 2005 – Den amerikanska flickan
- 2009 – Glitterscenen
- 2012 – Havet
- 2012 – Lolauppochner